# 巴內卡內 (古馬拉魯省)
巴內卡內（法語：Banikane），是馬里的城鎮，位於該國中部，由通布圖區的古馬拉魯省負責管轄，處於尼日爾河右岸，距離古馬拉魯25公里，海拔高度242米，2009年人口9,433。
16°56′58″N 1°44′53″W / 16.94944°N 1.74806°W